# Patrick Fort (auteur)
Pour les articles homonymes, voir Patrick Fort et Fort.
 (juillet 2025).
Motif : Sources secondaires insuffisantes + hors critères  (Et WP:CAOU + WP:CI voir commentaires en PdD)
- Archive Wikiwix
- Bing
- Cairn
- DuckDuckGo
- E. Universalis
- Gallica
- Google
- G. Books
- G. News
- G. Scholar
- Persée
- Qwant
- (zh) Baidu
- (ru) Yandex

| 1. | Préciser le motif de la pose du bandeau. | Précisez le motif de la pose du bandeau en utilisant la syntaxe suivante : {{admissibilité à vérifier\|date=juillet 2025\|motif=remplacez ce texte par le motif}}                          |
| 2. | Informer les utilisateurs concernés.     | Pensez à avertir le créateur de l'article, par exemple, en insérant le code ci-dessous sur sa page de discussion : {{subst:avertissement admissibilité à vérifier\|Patrick Fort (auteur)}} |

 (juillet 2025).
Patrick Fort, né le 7 janvier 1970 à Saint-Pé-de-Bigorre, est un écrivain français.

## Biographie
Patrick Fort est né en 1970 à Saint-Pé-de-Bigorre. Il publie son premier ouvrage Le sang des chaînes aux Éditions Le Solitaire en 2009. Le foulard rouge est publié aux Éditions Gallimard en 2020.

## Œuvres
- Le sang des chaînes, Editions Le Solitaire, 2009  (ISBN 978-2-916388-66-3)
- La lettre et autres nouvelles, Editions Le Solitaire, 2011  (ISBN 978-2-916388-98-4)
- Deadwood, Editions Le Solitaire, 2011  (ISBN 978-2-916388-87-8)
- Tierra de Dolor, Editions Le Solitaire, 2012  (ISBN 978-2-36407-040-0)
- Tauromaquia, Editions Le Solitaire, 2014  (ISBN 978-2-36407-071-4)
- Après nous, Éditions Arcane 17, 2016 (ISBN 9782918721499).
- Le voyage à Wannsee, Éditions Gallimard, 2018 (ISBN 9782072766176).
- Le Foulard rouge, Éditions Gallimard, 2020 (ISBN 9782072855856).
- Là-bas, la forêt m'attend, Éditions Passiflore, 2023 (ISBN 978-2-37946-096-8).